# Аероплани ДАР
„Аероплани ДАР“ ЕООД е частно българско самолетостроително предприятие със седалище в София, създадено през 1995 г.
Произвежда свръхлеки самолети. Те носят името ДАР – името на серията самолети (и съкращение) на първия български самолетостроител Държавна аеропланна работилница (ДАР) в Божурище (самолети ДАР са произвеждани също в бившата Държавна самолетна фабрика, Ловеч), без никаква юридическа или лична връзка между компаниите – старата ДАР и новата „Аероплани ДАР“. Новата компания заявява в своя уебсайт: ... така частично възстановявайки легендарната българска самолетна работилница от първата половина на XX век.
Пускат „ДАР-21“ през 2000 г. и печелят награда за най-добър продукт за 2000 година в България. Други модели: „ДАР-21С“, „ДАР-23“, „ДАР Speedster“, „ДАР Соло“, „ДАР-23“, „Прио“. „ДАР Соло“, чието производство започва през 2008 г., е едноместен FAR 103 самолет, задвижван от 27 hp Czech F-200 или 28 hp Hirth F-33. „ДАР-23“ е модифициран под името „Прио“.
Управител на компанията е инженер Тони Илиев, главен инженер – проф. Атанас Хасъмски, главен аеродинамик – проф. Георги Анестев.